# Coprinellus
Coprinellus P. Karst., Bidrag till Kännedom af Finlands Natur och Folk 32: XXVIII, 542 (1879).
Il genere Coprinellus è un gruppo di funghi che fino ad oggi erano classificati nel genere Coprinus.
Basandosi su dati molecolari e filogenetici, il genere Coprinus è stato diviso e il Coprinellus, insieme ai generi Coprinopsis, Parasola e Psathyrella è stato collocato nel 2001 nella nuova famiglia delle Psathyrellaceae (Singer) Vilgalys, Moncalvo & Redhead .

## Caratteristiche del genere
Velo
Presente ma senza le squame effimere del genere Coprinopsis.
Cappello e lamelle
Completamente, parzialmente o non deliquescenti.
Carne
Esigua, fragile, spesso deliquescente.
Odore e sapore: quasi sempre insignificanti.
Habitat
Terreni ricchi di humus e di materia organica in decomposizione; questo genere annovera specie saprofite.

## Commestibilità
Senza valore.

## Etimologia
Dal latino Coprinellus = piccolo Coprinus, per via delle dimensioni medie esigue.

## Specie diCoprinellus
La specie tipo per il genere è il Coprinellus deliquescens (Fr.) P. Karst. (1879).
Il genere include le seguenti specie:
- Coprinellus micaceus,
- Coprinellus disseminatus,
- Coprinellus domesticus,
- Coprinellus radians
- circa altre 45 specie.